# Front Revolucionari Antifeixista i Patriota
El Front Revolucionari Antifeixista i Patriota (FRAP) (en castellà, Frente Revolucionario Antifascista y Patriota, FRAP) fou una organització antifeixista sorgida a Espanya durant el règim de Francisco Franco, amb voluntat d'instaurar-hi una República Popular i Federativa a través d'un moviment insurreccional.

## Fundació
El gener de 1971 es va constituir el comitè pro-FRAP i l'1 de maig de 1973 es va assassinar un policia a Madrid després d'una manifestació, cosa que va provocar la detenció de desenes de militants; però l'organització no es va constituir formalment fins al 24 de novembre de 1973 en una Conferència Nacional celebrada a París, en la qual Julio Álvarez del Vayo va dissoldre el seu Front Espanyol d'Alliberament Nacional. Álvarez del Vayo va ser triat president i s'hi van ratificar els punts programàtics:
- Derrocar la dictadura feixista i expulsar l'imperialisme ianqui per mitjà de la lluita revolucionària.
- Establiment d'una República Popular i Federativa que garantís les llibertats democràtiques i els drets per a les minories nacionals.
- Nacionalització dels béns monopolístics i confiscació dels béns de l'oligarquia.
- Profunda reforma agrària sobre la base de la confiscació dels grans latifundis.
- Liquidació de les restes de l'imperialisme espanyol.
- Fundació d'un exèrcit al servei del poble.

La declaració va ser firmada per diverses organitzacions polítiques al voltant del Partit Comunista d'Espanya (marxista-leninista), escissió del Partit Comunista d'Espanya de Santiago Carrillo; l'Oposició Sindical Obrera (OSO), la Unió Popular del Camp (UPC), la Unió Popular de Dones (UPM), la Federació Universitària Democràtica Espanyola (FUDE), la Federació d'Estudiants d'Ensenyança Mitjana (FEDEM), la Unió Popular d'Artistes (UPA), la Joventut Comunista d'Espanya (marxista-leninista), la Unió Socialista Espanyola (USE), la Fracció marxista-leninista del Moviment Comunista d'Espanya (MCE), la Nova Germania (antic Moviment Democràtic del Poble Valencià) i el mateix Partit Comunista d'Espanya (marxista-leninista).

## Activitat
Des dels seus orígens va protagonitzar múltiples accions contra la dictadura i va denunciar obertament la política revisionista seguida per la direcció del PCE i Santiago Carrillo en haver-se apartat, segons els marxistes-leninistes, de les teories i dogmes generals del comunisme estalinista, dins el context de la rivalitat entre els comunismes xinès i soviètic, i decididament propers al model albanès.
Les anàlisis polítiques sobre la crisi de la dictadura, i veient que la insurrecció popular no havia resultat ser un factor desestabilitzador suficient, van portar el FRAP a la pràctica de la lluita armada i van desembocar en els atemptats contra membres de la policia en l'estiu de 1975. La resposta repressiva del règim de Franco va provocar la detenció de nombrosos militants, la celebració de dos consells de guerra i, finalment, els afusellaments el 27 de setembre de 1975 de Xosé Humberto Baena Alonso, José Luis Sánchez Bravo i Ramón García Sanz.
Oposada a tota mena de pacte fins i tot amb militars demòcrates o l'església progressista, va resultar ser una organització cada vegada més apartada dels pactes i moviments polítics reals que s'estaven donant en l'oposició a la dictadura. El triomf de l'operació de reforma política i la nova situació van conduir al seu final i la seva dissolució l'any 1978.